# Friedrich von Buxhoeveden

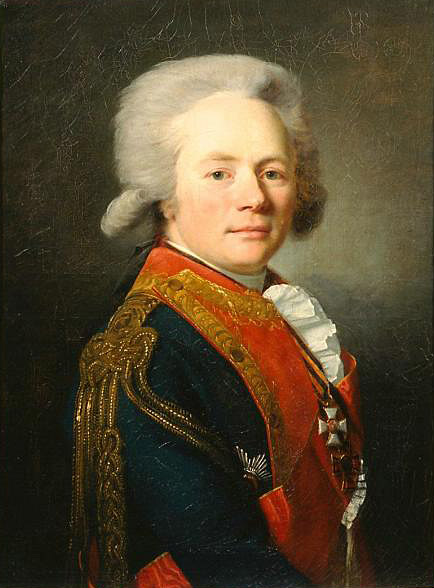
Friedrich von Buxhoeveden, russischer General

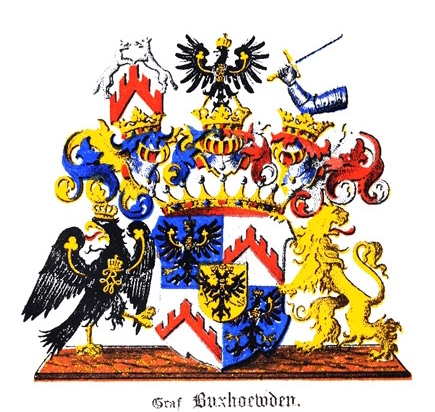
Wappen der Grafen von Buxhoeveden

Friedrich Wilhelm Graf von Buxhoeveden (auch Friedrich von Buxhöwden oder Fedor Fedorovich von Buxhöwden; * 2. Septemberjul. / 13. September 1750greg. in Magnusdal, Insel Muhu bei Saaremaa; † 23. Augustjul. / 4. September 1811greg. auf Schloss Lohde in Koluvere bei Kullamaa) war ein deutsch-baltischer General und Feldherr, Gouverneur von Polen und Militärgouverneur von Sankt Petersburg.

## Herkunft
Buxhoeveden entstammt einem niedersächsischen Uradelsgeschlecht aus Bexhövede (heute Landkreis Cuxhaven), das dort im Jahr 1185 erstmals urkundlich genannt ist und im 13. Jahrhundert in Livland Fuß fasste (siehe: Buxhoeveden).
Friedrich Wilhelm war eines von 13 Kindern des Otto Friedrich von Buxhoeveden (1703–1754) und der Helene Charlotte von Weymarn (1722–1776).

## Leben
Bekannt wurde Buxhoeveden vor allem durch seine Teilnahme an der Schlacht von Austerlitz (1805), in der er die drei russischen Kolonnen von ca. 40.000 Mann befehligte, er nahm allerdings auch an einigen späteren Schlachten der napoleonischen Kriege teil.
Als kaiserlich russischer Generalmajor wurde er am 18. Dezember 1795 in Berlin vom preußischen König Friedrich Wilhelm II. in den preußischen Grafenstand und am 5./16. April 1797 in Sankt Petersburg von Zar Paul I. in den russischen Grafenstand erhoben.
Nach der Annexion Schwedisch-Finnlands durch die russischen Truppen 1808 wurde Buxhöwden dort zum Generalgouverneur.

## Ehe
Am 29. Januar 1777 heiratete er in Sankt Petersburg Natalia Alexandrowna Alexejewa (* 1761 in Sankt Petersburg; † Juli 1808), eine uneheliche Tochter des russischen Grafen Grigori Grigorjewitsch Orlow (1734–1783). Die verbreitete Annahme, dass sie der Liaison des Grafen mit der Zarin Katharina die Große (1729–1796) entstammt, beruht lediglich auf der Vermutung, dass Orlow der Zarin treu geblieben ist. In der Tat mag die Mutter Elena Fürstin Kurakina, geborene Gräfin Apraksina gewesen sein. Natalia und ihre Schwester Elisabeth Alexandrowna Alexejewa wurden von den Adoptiveltern in der Familie des Petersburger Obersten Alexandr Aleksejew erzogen. Der gemeinsame Sohn der Katharina II. und des Grafen Orlov ist namentlich als Graf Bobrinskij bekannt.
Aus seiner Ehe mit Natalia Alexandrowna Alexejewa entstammen folgende Kinder:
- Grigori Graf Buxhoeveden (* 25. November 1777, † 19. August 1778)
- Sophie (Sofia Fedorowna) Gräfin von Buxhoeveden (1778–1829), verheiratet mit Arkadi Iwanowitsch Nelidow (1773–1834), Gouverneurs-Adelsmarschall von Sankt Petersburg, Senator
- Maria Gräfin von Buxhoeveden (1780–1837), Hoffräulein, verheiratet mit Friedrich von Maydell (1780–1840), Kammerjunker und späte Mannrichter
- Natalie Gräfin von Buxhoeveden (1782–1857), verheiratet mit Bernhard von Ungern-Sternberg (1777–1820), Oberst
- Alexander Graf von Buxhoeveden, Herr auf Lohde (* 18. Mai 1783 in Sankt Petersburg, † 13. März 1837 in Reval), Kammerherr am russischen Hof, Wirklicher Staatsrat, 1795 Träger des Pour le Mérite[3], verheiratet mit Julie von Dellingshausen (* 2. Mai 1793, † 10. November 1849 in Dresden), zehn Kinder
- Peter von Buxhoeveden (28. November 1784–1788)
- Paul von Buxhoeveden (2. April 1789–1790)
- Peter (Petr Fedorowitsch) Graf Buxhoeveden (* 28. November 1792 in Sacklow, † 20. Januar 1863 in Sankt Petersburg), russischer Generalleutnant und Senator, verheiratet in 1. Ehe mit Anna Iwannowna Baronin Tscherkassow († 1821) und in 2. Ehe mit Agrippina Fürstin Tscherkasski (1801–1861)

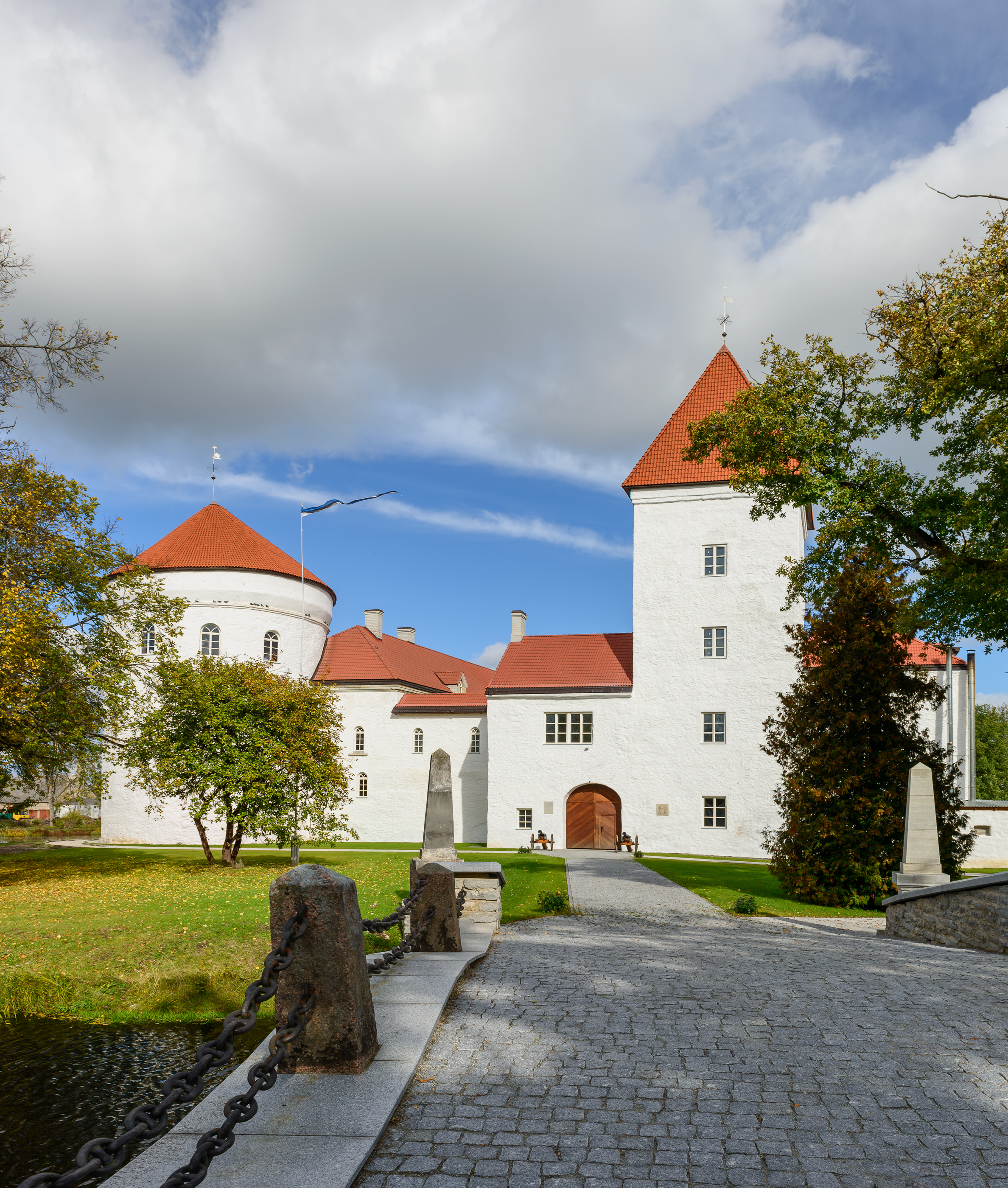
Burg Lohde

Nathalia Aleksandrowna Aleksejewa erhielt nach dem Tod ihres Vaters Graf Orlow 1783 von Zarin Katharina der Großen die ehemalige Bischofsburg Lohde zum Geschenk. Die Zarin hatte die Burg bereits 1771 ihrem Geliebten Orlow übereignet und sie nach dessen Tod von ihrem gemeinsamen Sohn Alexei Grigorjewitsch Bobrinski zurückgekauft. Lohde blieb im Besitz der Grafen von Buxhoeveden bis zur Landreform während des Freiheitskriegs 1919. Die Burg hatte 1441 der Bischof Reinhold von Buxhoeveden in die heutige Form umgebaut, sein Wappen befindet sich bis heute an der Fassade.